# Stade Jos Nosbaum

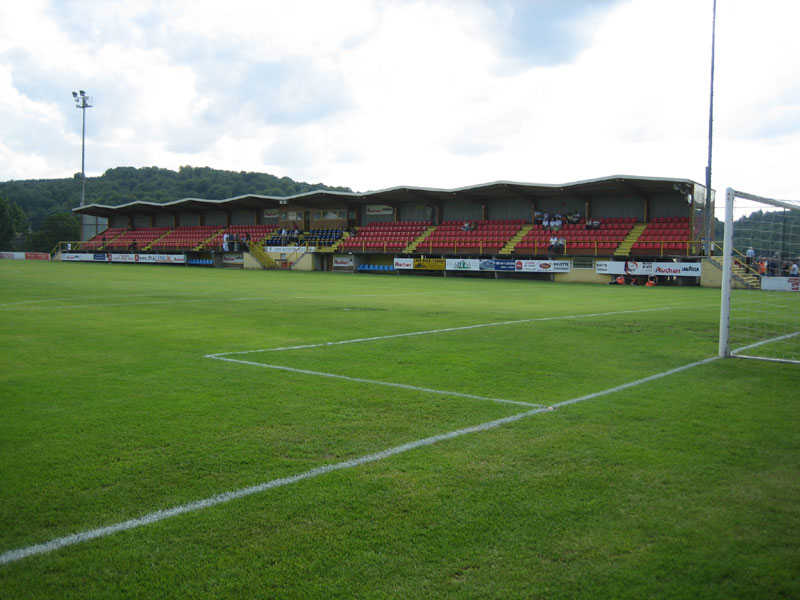
Hoofdtribune van Stade Jos Nosbaum.

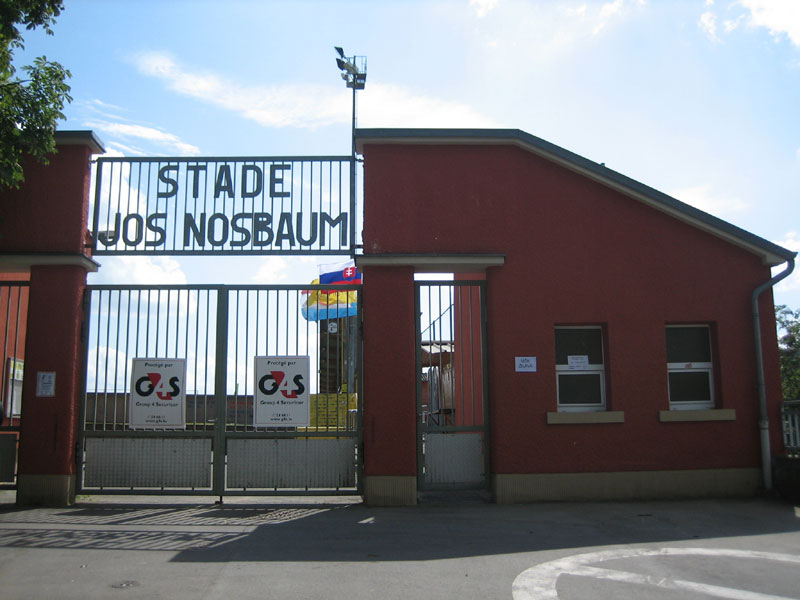
Ingang van het stadion

Stade Jos Nosbaum is een voetbalstadion in Dudelange, in het zuiden van Luxemburg. In dit stadion speelt F91 Dudelange zijn thuiswedstrijden. Tot 1991 speelde US Dudelange hier zijn wedstrijden. Het stadion heeft een capaciteit van 2.588 toeschouwers.